# Reginald Fitz
Reginald Heber Fitz (Chelsea, 5 maggio 1843 – Brookline, 30 settembre 1913) è stato un medico statunitense.
Si laureò nel 1864 ( MD , 1868) alla Harvard University . Ha anche studiato a Vienna , Berlino e Parigi .Ha insegnato alla sua alma mater, Università di Harvard. Fu istruttore di anatomia patologica nel 1870-1873, assistente professore nel 1873-1878 e professore dal 1878 al 1908. Nell'ultimo anno divenne professore emerito.
Nel 1886, pubblicò "Perforating Infiammation of the Vermiform Appendice; Con particolare riferimento alla diagnosi e al trattamento precoci ”. Questo documento innovativo ha fornito l'analisi di 466 casi di disturbi addominali che erano stati precedentemente diagnosticati in vari modi e ha dimostrato che tutti comportavano un'appendice malata. Ha anche introdotto il termine appendicite. Dozzine di nomi erano stati precedentemente utilizzati per quella che si pensava fosse una varietà di malattie.
Fu anche medico presso il Dispensary di Boston nel 1871-1882 e presso il Massachusetts General Hospital dal 1887 al 1908. Nel 1894, fu presidente dell'Associazione dei medici americani. Muore nel 1913.